# 10 juillet 1939
Le lundi 10 juillet 1939 est le 191e jour de l'année 1939.

## Naissances
- Jacques Mahéas, personnalité politique française
- Lawrence Pressman, acteur américain
- Maria Isabel Barreno (morte le 3 septembre 2016), écrivaine portugaise
- Masatoshi Kurata (mort le 21 novembre 2016), personnalité politique japonaise
- Mavis Staples, chanteuse américaine
- Siah Armajani, artiste et architecte américain d'origine iranienne
- Yochk'o Seffer, compositeur et instrumentiste français d'origine hongroise

## Événements
- Début de Tour de France 1939
- Le pape Pie XII lève l'interdit contre l'Action française et la mise à l'index de l'œuvre de Charles Maurras.[réf. nécessaire]
- Devant l’aggravation de la tension germano-polonaise, le ministre français des Affaires étrangères, Georges Bonnet presse Londres d’accepter les conditions soviétiques afin d’aboutir à un accord.